# Holandia na Mistrzostwach Świata w Lekkoatletyce 2009
Holandia na Mistrzostwach Świata w Lekkoatletyce 2009 – reprezentacja Holandii podczas czempionatu w Berlinie liczyła 13 zawodników. Nie zdobyła żadnego medalu.

## Występy reprezentantów Holandii

### Mężczyźni
| Konkurencja                | Zawodnik                                                     | Eliminacje | Eliminacje | Ćwierćfinał   | Ćwierćfinał   | Półfinał      | Półfinał      | Finał          | Finał          |
| Konkurencja                | Zawodnik                                                     | Wynik      | Poz.       | Wynik         | Poz.          | Wynik         | Poz.          | Wynik          | Poz.           |
| -------------------------- | ------------------------------------------------------------ | ---------- | ---------- | ------------- | ------------- | ------------- | ------------- | -------------- | -------------- |
| Bieg na 200 m              | Patrick van Luijk                                            | 21,05      | 36.        | Nie awansował | Nie awansował | Nie awansował | Nie awansował | Nie awansował  | Nie awansował  |
| Bieg na 800 m              | Bram Som                                                     | 1:46,33    | 5.         |               |               | NU1           | 11.           | 1:45,86        | 7.             |
| Bieg na 110 m przez płotki | Gregory Sedoc                                                | 13,54      | 8.         |               |               | 13,45         | 12.           | Nie awansował  | Nie awansował  |
| Sztafeta 4 x 100 m         | Gregory Sedoc Caimin Douglas Guus Hoogmoed Patrick van Luijk | 38,95 SB   | 10.        |               |               |               |               | Nie awansowała | Nie awansowała |

| Konkurencja   | Zawodnik           | Kwalifikacje | Kwalifikacje | Finał         | Finał         |
| Konkurencja   | Zawodnik           | Wynik        | Poz.         | Wynik         | Poz.          |
| ------------- | ------------------ | ------------ | ------------ | ------------- | ------------- |
| Skok wzwyż    | Martijn Nuyens     | 2,27         | 9.           | 2,23          | 5.            |
| Rzut dyskiem  | Erik Cadée         | 60,64        | 19.          | Nie awansował | Nie awansował |
| Dziesięciobój | Eugène Martineau   |              |              | 8055          | 19.           |
| Dziesięciobój | Ingmar Vos         |              |              | 8009 PB       | 20.           |
| Dziesięciobój | Eelco Sintnicolaas |              |              | NU2           | 19.           |

### Kobiety
| Konkurencja    | Zawodniczka     | Eliminacje | Eliminacje | Półfinał       | Półfinał       | Finał          | Finał          |
| Konkurencja    | Zawodniczka     | Wynik      | Poz.       | Wynik          | Poz.           | Wynik          | Poz.           |
| -------------- | --------------- | ---------- | ---------- | -------------- | -------------- | -------------- | -------------- |
| Bieg na 1500 m | Adrienne Herzog | 4:10,10    | 27.        | Nie awansowała | Nie awansowała | Nie awansowała | Nie awansowała |
| Bieg na 1500 m | Susan Kuijken   | 4:18,10    | 36.        | Nie awansowała | Nie awansowała | Nie awansowała | Nie awansowała |

| Konkurencja | Zawodniczka  | Kwalifikacje | Kwalifikacje | Finał | Finał |
| Konkurencja | Zawodniczka  | Wynik        | Poz.         | Wynik | Poz.  |
| ----------- | ------------ | ------------ | ------------ | ----- | ----- |
| Siedmiobój  | Yvonne Wisse |              |              | 5704  | 20.   |